# Râul Paltinul, Nemțișor
Râul Paltinul sau Râul Jacotele este un curs de apă, afluent al râului Nemțișor. 

## Hărți
- Harta Parcului Vânători-Neamț